# Giro d'Italia 1909
Il Giro d'Italia 1909, prima edizione della "Corsa Rosa", si svolse in otto tappe dal 13 al 30 maggio 1909, per un percorso totale di 2447,9 km. Fu vinto dall'italiano Luigi Ganna che vinse circa 5250 lire. Vi parteciparono 127 ciclisti, divisi in sette squadre: le italiane Bianchi, Stucchi, Atala, Rudge e Legnano e le francesi Peugeot e Labor. Solo in 49 riuscirono a concludere la corsa.
Il primo Giro partì alle 2:53 del mattino dal Rondò di Loreto a Milano. Ganna fu protagonista sin dalla prima tappa; quando entrò per primo nell'Ippodromo Zappoli di Bologna, cadde, ma riuscì a recuperare e terminò quarto. Nella seconda tappa con arrivo in salita a Chieti sbagliò l'ultima curva e fu battuto da Giovanni Cuniolo. Nonostante i due piazzamenti, si portò in testa alla classifica generale. Nella tappa appenninica da Chieti a Napoli, forò quattro volte, terminando 11° e perdendo 51 minuti da Giovanni Rossignoli vincitore di tappa, e Galetti si portò al comando della generale. Recuperò poi la testa della classifica vincendo la quarta tappa a Roma, in cui solo il dilettante Oriani resistette fin sul traguardo e venne battuto. Si ripeté a Firenze in volata ed a Torino giungendo solo sul traguardo. Nell'ultima frazione, con l'arrivo a Milano, erano in tre a giocarsi la vittoria finale: Ganna con 22 punti, Galetti con 25 e Rossignoli con 33. All'altezza di Borgomanero, a 75 km dal traguardo del capoluogo lombardo, Ganna forò e Galetti, Rossignoli, Oriani, Canepari, Beni e Luigi Azzolini lo attaccarono guadagnando 4 minuti. Un passaggio a livello chiuso a Rho, a 5 km dal traguardo, permise al varesotto di recuperare e la tappa si decise con una volata vinta dal romano Dario Beni, su Galetti e lo stesso Ganna.
La classifica generale, a punti in quell'epoca, vide trionfare Luigi Ganna con 25 punti, mentre ultimo si classificò Giuseppe Perna con 291 punti. Se fosse stata a tempi, come oggi, il giro sarebbe stato vinto da Giovanni Rossignoli con 23'34" su Galetti, mentre Ganna sarebbe arrivato terzo a 36'54". Il montepremi per questo primo giro fu di 25 000 lire, di cui 5 325 andarono al vincitore Luigi Ganna.
Tutti i corridori furono fotografati alla partenza in modo che non vi fossero dubbi sulla loro identità all'arrivo e le notizie relative alla corsa erano diffuse tramite dispacci telegrafici che l'organizzazione esponeva in Piazza Castello a Milano, per informare gli interessati; i più fortunati poterono informarsi direttamente con il telefono.
Il concorrente Camillo Carcano venne squalificato perché durante la 5ª tappa Roma-Firenze, preferì salire con la bicicletta sul treno a Civita Castellana per discendere, 240 km dopo, a Pontassieve e riunirsi al gruppo dei corridori.
Il vincitore Luigi Ganna, intervistato all'arrivo finale a Milano, pare che avesse laconicamente dichiarato: "...Me brüsa tant el cü!...".

## Sistema di punteggio
Per semplificarne la compilazione, la classifica era a punti e non a tempi, come faceva già il Tour de France. Ad ogni tappa, la prima metà dei ciclisti giunti al traguardo riceveva tanti punti quale era il loro piazzamento: un punto al primo, due punti al secondo e così via. I ciclisti giunti nella seconda metà prendevano tutti 50 punti. La vittoria andava a chi conseguiva meno punti. 

## Tappe

Luigi Ganna, vincitore della prima edizione del Giro d'Italia.

| Tappa  | Data      | Percorso         | km      | Vincitore di tappa  | Leader cl. generale |
| ------ | --------- | ---------------- | ------- | ------------------- | ------------------- |
| 1      | 13 maggio | Milano > Bologna | 397     | Dario Beni          | Dario Beni          |
| 2      | 16 maggio | Bologna > Chieti | 378,5   | Giovanni Cuniolo    | Luigi Ganna         |
| 3      | 18 maggio | Chieti > Napoli  | 242,8   | Giovanni Rossignoli | Carlo Galetti       |
| 4      | 20 maggio | Napoli > Roma    | 228,1   | Luigi Ganna         | Luigi Ganna         |
| 5      | 23 maggio | Roma > Firenze   | 346,5   | Luigi Ganna         | Luigi Ganna         |
| 6      | 25 maggio | Firenze > Genova | 294,1   | Giovanni Rossignoli | Luigi Ganna         |
| 7      | 27 maggio | Genova > Torino  | 354,9   | Luigi Ganna         | Luigi Ganna         |
| 8      | 30 maggio | Torino > Milano  | 206     | Dario Beni          | Luigi Ganna         |
| Totale | Totale    | Totale           | 2 447,9 |                     |                     |

## Dettagli delle tappe

### 1ª tappa
- 13 maggio: Milano > Bologna – 397 km

Risultati
| Pos. | Corridore     | Squadra | Tempo     |
| ---- | ------------- | ------- | --------- |
| 1    | Dario Beni    | Bianchi | 14h06'15" |
| 2    | Mario Pesce   | Peugeot | s.t.      |
| 3    | Carlo Galetti | Legnano | s.t.      |

### 2ª tappa
- 16 maggio: Bologna > Chieti – 378,5 km

Risultati
| Pos. | Corridore         | Squadra | Tempo     |
| ---- | ----------------- | ------- | --------- |
| 1    | Giovanni Cuniolo  | Rudge   | 14h12'06" |
| 2    | Luigi Ganna       | Atala   | s.t.      |
| 3    | Louis Trousselier | Alcyon  | s.t.      |

### 3ª tappa
- 18 maggio: Chieti > Napoli – 242,8 km

Risultati
| Pos. | Corridore           | Squadra | Tempo    |
| ---- | ------------------- | ------- | -------- |
| 1    | Giovanni Rossignoli | Legnano | 9h10'05" |
| 2    | Carlo Galetti       | Legnano | s.t.     |
| 3    | Clemente Canepari   | Legnano | s.t.     |

### 4ª tappa
- 20 maggio: Napoli > Roma – 228,1 km

Risultati
| Pos. | Corridore           | Squadra | Tempo    |
| ---- | ------------------- | ------- | -------- |
| 1    | Luigi Ganna         | Atala   | 8h32'06" |
| 2    | Carlo Oriani        | Stucchi | s.t.     |
| 3    | Giovanni Rossignoli | Legnano | a 4'54"  |

### 5ª tappa
- 23 maggio: Roma > Firenze – 346,5 km

Risultati
| Pos. | Corridore     | Squadra | Tempo     |
| ---- | ------------- | ------- | --------- |
| 1    | Luigi Ganna   | Atala   | 12h51'45" |
| 2    | Carlo Galetti | Legnano | s.t.      |
| 3    | Ezio Corlaita | Felsina | s.t.      |

### 6ª tappa
- 25 maggio: Firenze > Genova – 294,1 km

Risultati
| Pos. | Corridore           | Squadra | Tempo     |
| ---- | ------------------- | ------- | --------- |
| 1    | Giovanni Rossignoli | Legnano | 11h01'30" |
| 2    | Carlo Galetti       | Legnano | s.t.      |
| 3    | Luigi Ganna         | Atala   | a 13'57"  |

### 7ª tappa
- 27 maggio: Genova > Torino – 354,9 km

Risultati
| Pos. | Corridore           | Squadra | Tempo     |
| ---- | ------------------- | ------- | --------- |
| 1    | Luigi Ganna         | Atala   | 12h50'00" |
| 2    | Giovanni Rossignoli | Legnano | a 4'      |
| 3    | Carlo Galetti       | Legnano | a 25'     |

### 8ª tappa
- 30 maggio: Torino > Milano – 206 km

Risultati
| Pos. | Corridore     | Squadra | Tempo    |
| ---- | ------------- | ------- | -------- |
| 1    | Dario Beni    | Bianchi | 6h54'55" |
| 2    | Carlo Galetti | Legnano | s.t.     |
| 3    | Luigi Ganna   | Atala   | s.t.     |

## Classifiche finali

### Classifica generale
| Pos. | Corridore           | Squadra | Punti |
| ---- | ------------------- | ------- | ----- |
| 1    | Luigi Ganna         | Atala   | 25    |
| 2    | Carlo Galetti       | Rudge   | 27    |
| 3    | Giovanni Rossignoli | Bianchi | 40    |
| 4    | Clemente Canepari   | Legnano | 60    |
| 5    | Carlo Oriani        | Stucchi | 71    |
| 6    | Ernesto Azzini      | Rudge   | 77    |
| 7    | Dario Beni          | Bianchi | 91    |
| 8    | Enrico Sala         | Bianchi | 98    |
| 9    | Ottorino Celli      | Bianchi | 117   |
| 10   | Giovanni Marchese   | Legnano | 139   |